# Nepenthes
Nepenthaceae é uma família de plantas carnívoras angiospérmicas (plantas com flor - divisão Magnoliophyta), pertencente à ordem Caryophyllales. O grupo é monotípico e conta apenas com um género, Nepenthes, que ocorre nos trópicos do Velho Mundo, nomeadamente no sul da China, Indonésia e Filipinas, Malásia, Madagascar, Ilhas Seychelles, Austrália, Nova Caledónia, Índia e Sri Lanka.
As plantas desta família possuem na ponta de suas folhas estruturas semelhantes a jarros, sendo na verdade continuações da própria folha modificadas, com as bordas do limbo unidas formando uma ânfora. Sobre a abertura desta ânfora encontra-se uma estrutura semelhante a uma "tampa", normalmente colorida, servindo de proteção estática para que a armadilha não se encharque. Isso faz com que apenas uma porção de líquido encontre-se em seu interior, e é neste líquido que insetos, aranhas, e mesmo pequenos pássaros ficam presos ao escorregarem para dentro do tubo - atraídos pelas cores e pelos odores segregados pelas glândulas situadas na base da tampa. Uma vez dentro, uma parede cerosa e pêlos no interior da folha voltados para baixo evitam que esta possa ser escalada, e ali os animais são digeridos.
Esta família possui os maiores espécimes de plantas carnívoras, e tem a forma de uma trepadeira (sendo que a estrutura entre a folha e a armadilha atua na sustentação da planta, de maneira análoga às gavinhas das videiras).

## Espécies deNepenthes
Lista parcial das cerca de 150 espécies do gênero.
- N. adnata
- N. adrianii
- N. alata
- N. albomarginata
- N. ampullaria
- N. anamensis
- N. angasanensis
- N. argentii
- N. aristolochioides
- N. beccariana
- N. bellii
- N. benstonei
- N. bicalcarata
- N. bongso
- N. boschiana
- N. burbidgeae
- N. burkei
- N. campanulata
- N. carunculata
- N. clipeata
- N. danseri
- N. deaniana
- N. densiflora
- N. diatas
- N. distillatoria
- N. dubia
- N. edwardsiana
- N. ephippiata
- N. eustachya
- N. eymae
- N. faizaliana
- N. fusca
- N. glabrata
- N. glandulifera
- N. globosa
- "N.Graciliflora"
- N. gracilis
- N. gracillima
- N. gymnamphora
- N. hamata
- N. hirsuta
- N. hispida
- N. hurrelliana
- N. inermis
- N. insignis
- N. izumiae
- N. jacquelineae
- N. junghuhnii
- N. khasiana
- N. klossii
- N. lamii
- N. lavicola
- N. longifolia
- N. lowii
- N. macfarlanei
- N. macrophylla
- N. macrovulgaris
- N. madagascariensis
- N. mapuluensis
- N. masoalensis
- N. maxima
- N. merrilliana
- N. mikei
- N. mindanaoensis
- N. mira
- N. mirabilis
- N. mollis
- N. muluensis
- N. murudensis
- N. neoguineensis
- N. northiana
- N. ovata
- N. palawanensis
- N. paniculata
- N. papuana
- N. pervillei
- N. petiolata
- N. pectinata
- N. philippinensis
- N. pilosa
- N. platychila
- N. ramispina
- N. rafflesiana
- N. rajah
- N. reinwardtiana
- N. rhombicaulis
- N. rigidifolia
- N. rowanae
- N. sanguinea
- N. saranganiensis
- N. sibuyanensis
- N. singalana
- N. smilesii
- N. spathulata
- N. spectabilis
- N. stenophylla
- N. sumatrana
- N. talangensis
- N. tentaculata
- N. tenuis
- N. thorelii
- N. tobaica
- N. tomoriana
- N. treubiana
- N. truncata
- N. veitchii
- N. ventricosa
- N. vieillardii
- N. villosa
- N. vogelii
- N. xiphioides

## Classificação do gênero
| Sistema | Classificação                       | Referência               |
| ------- | ----------------------------------- | ------------------------ |
| Linné   | Classe: Gynandria Ordem: Tetrandria | Species plantarum (1753) |

## Imagens

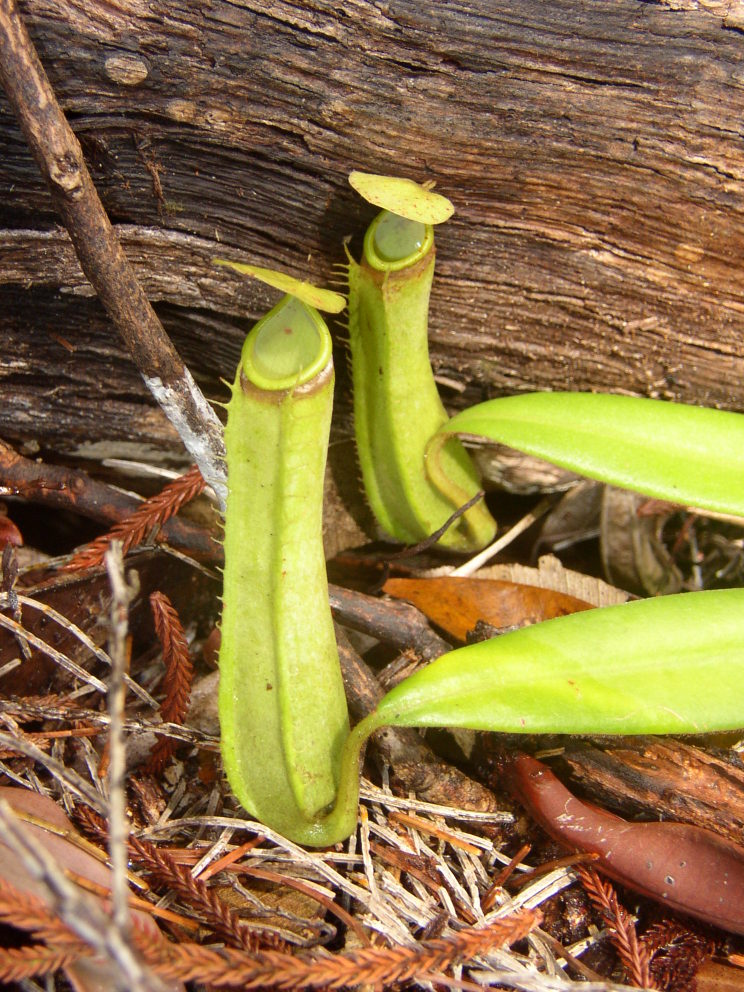
Nepenthes albomarginata
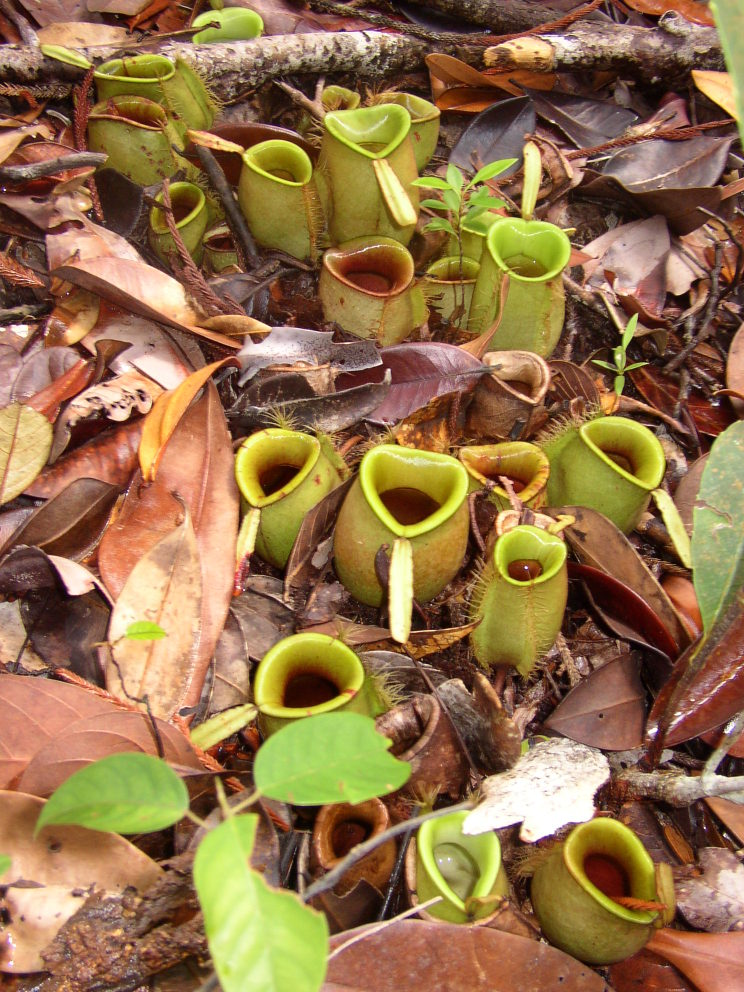
Nepenthes ampullaria
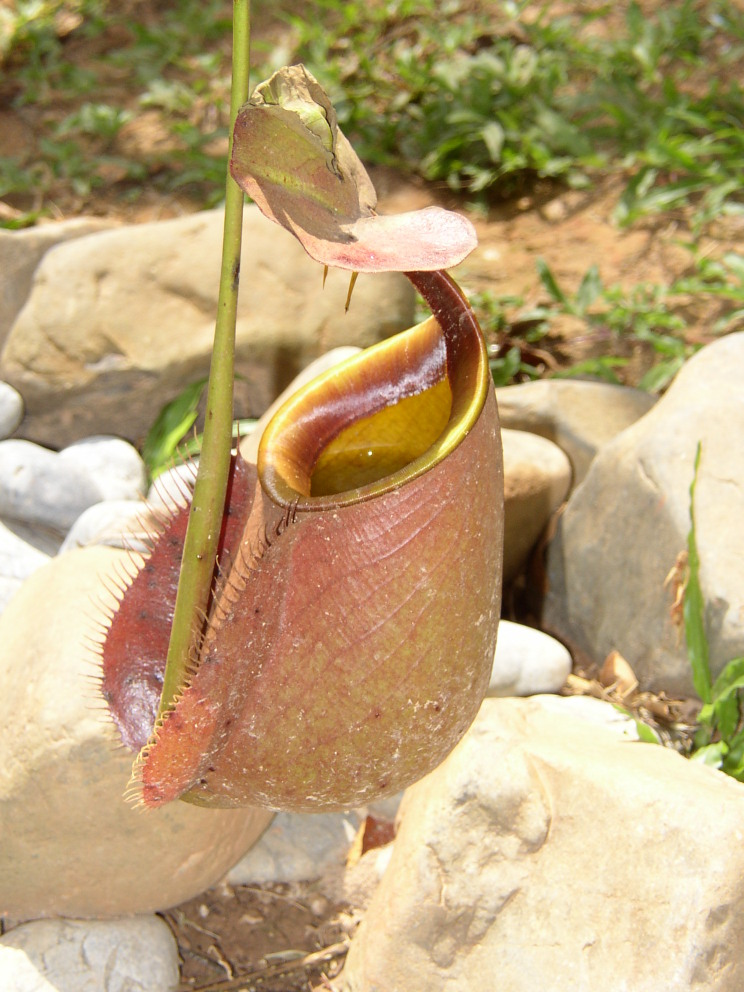
Nepenthes bicalcarata
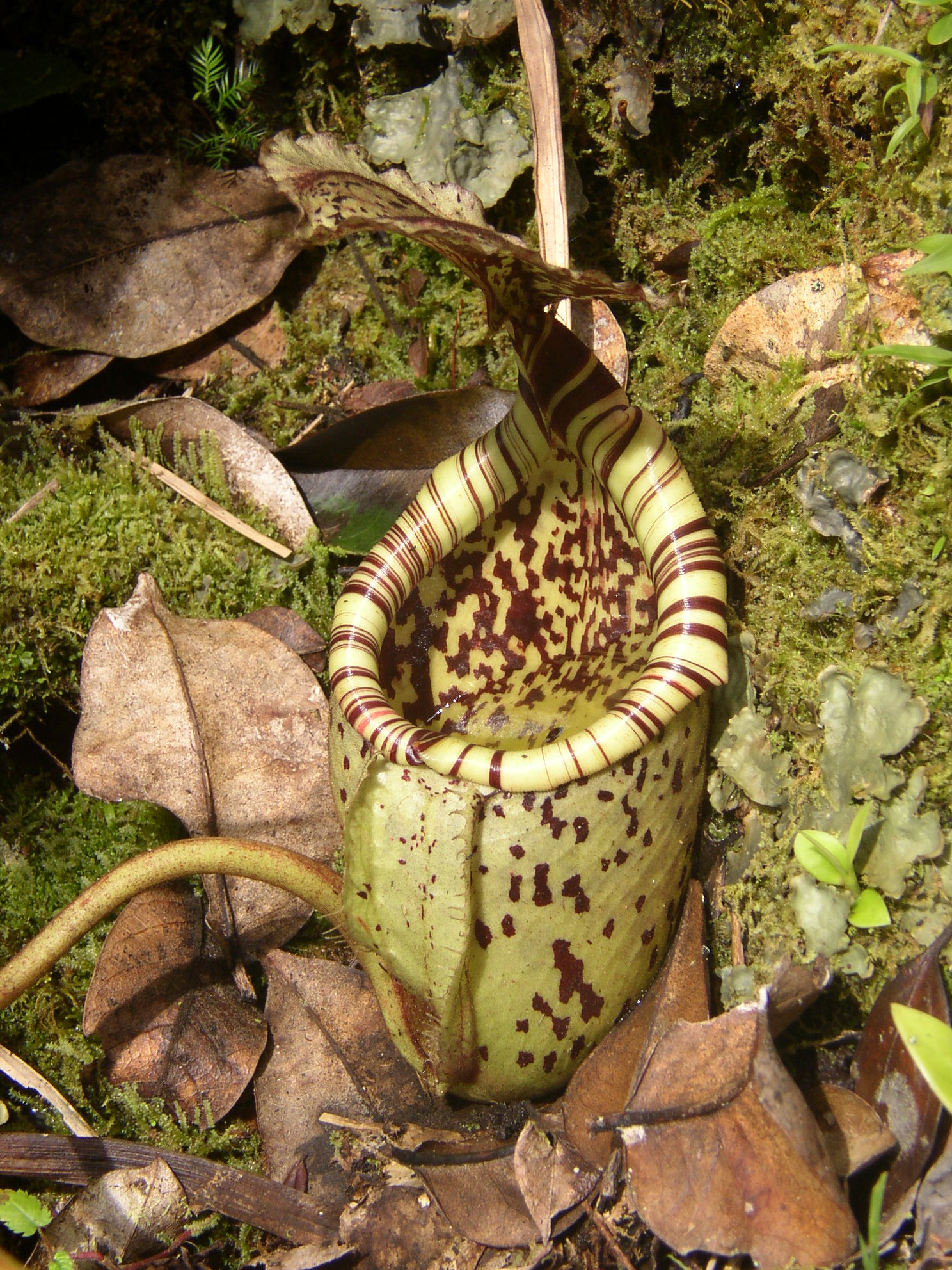
Nepenthes burbidgeae
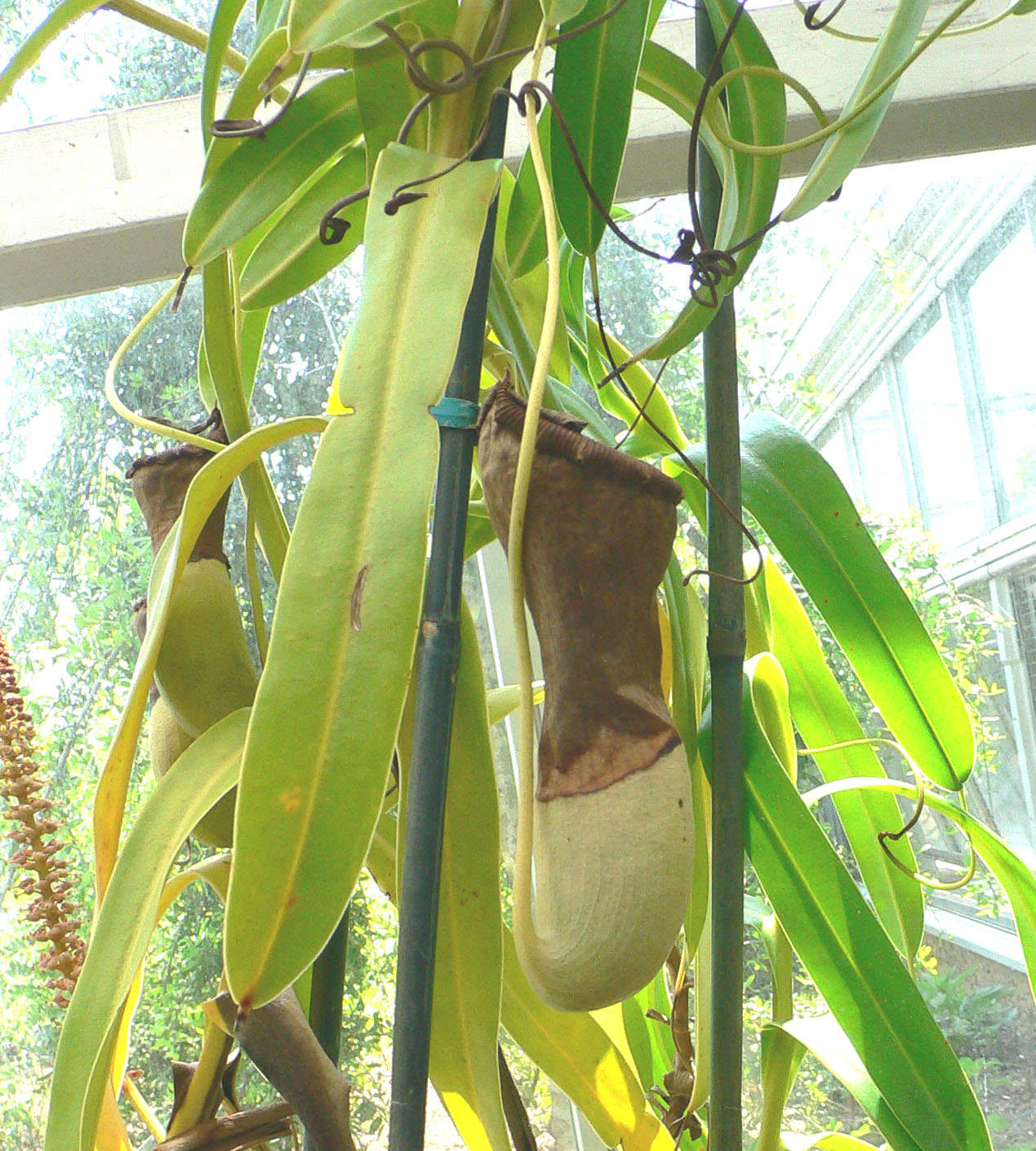
Nepenthes burkei
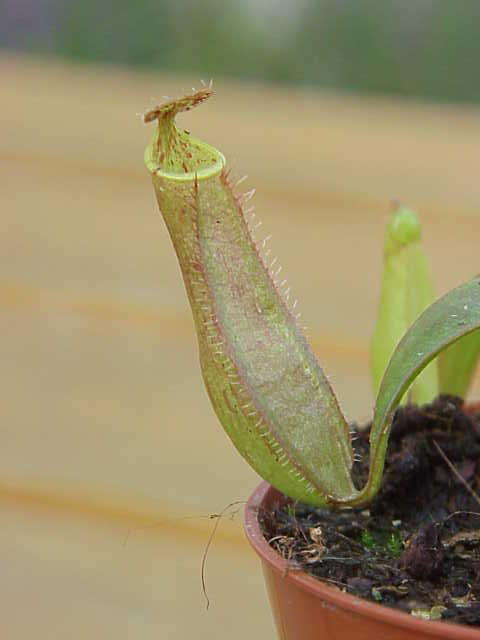
Nepenthes gracilis
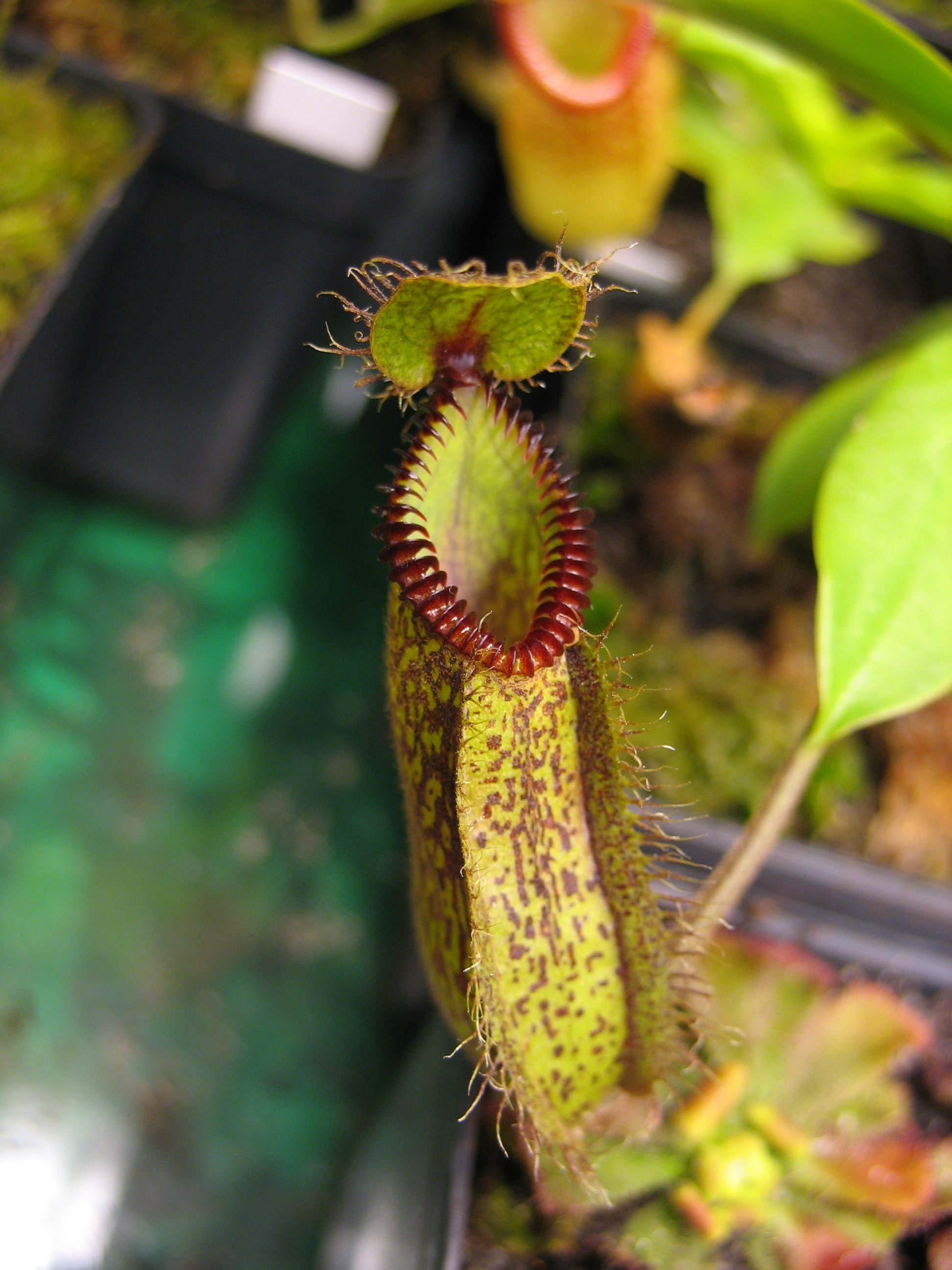
Nepenthes hamata
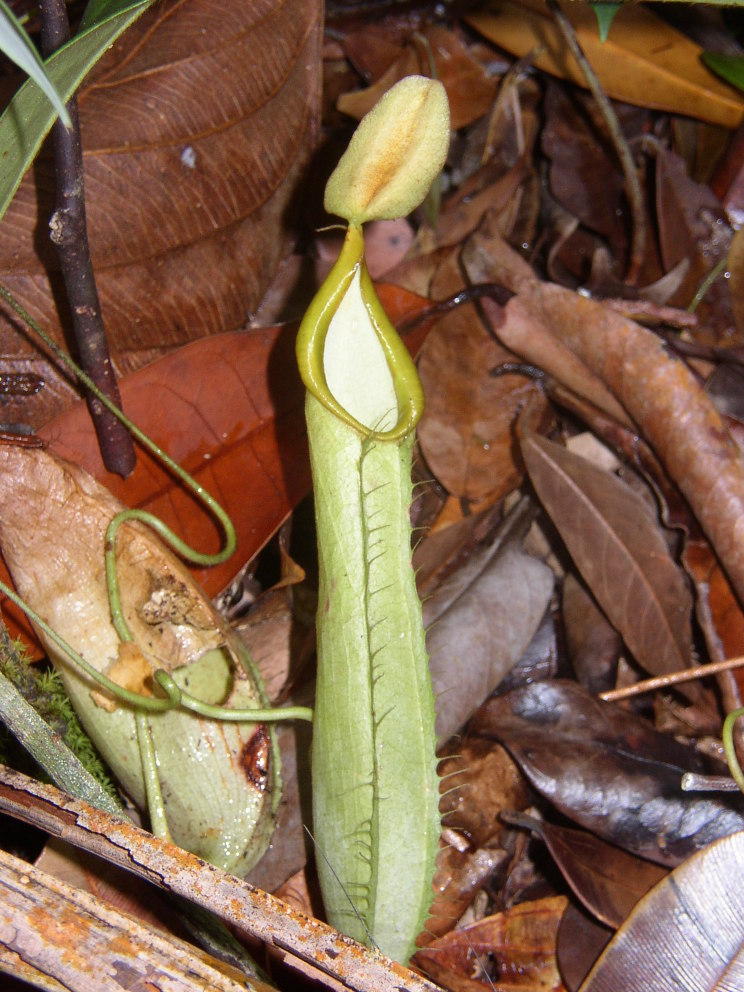
Nepenthes hirsuta
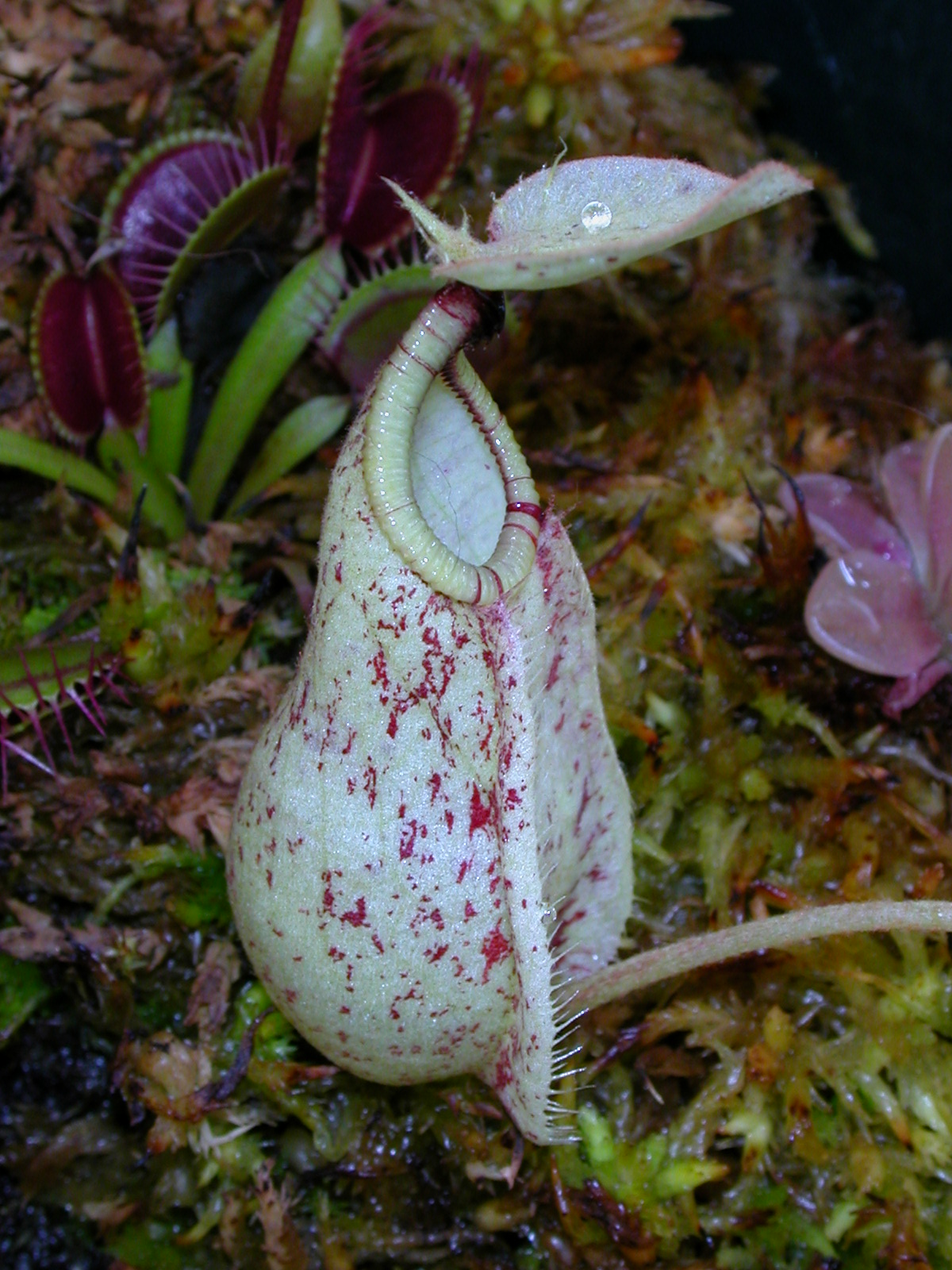
Nepenthes rafflesiana
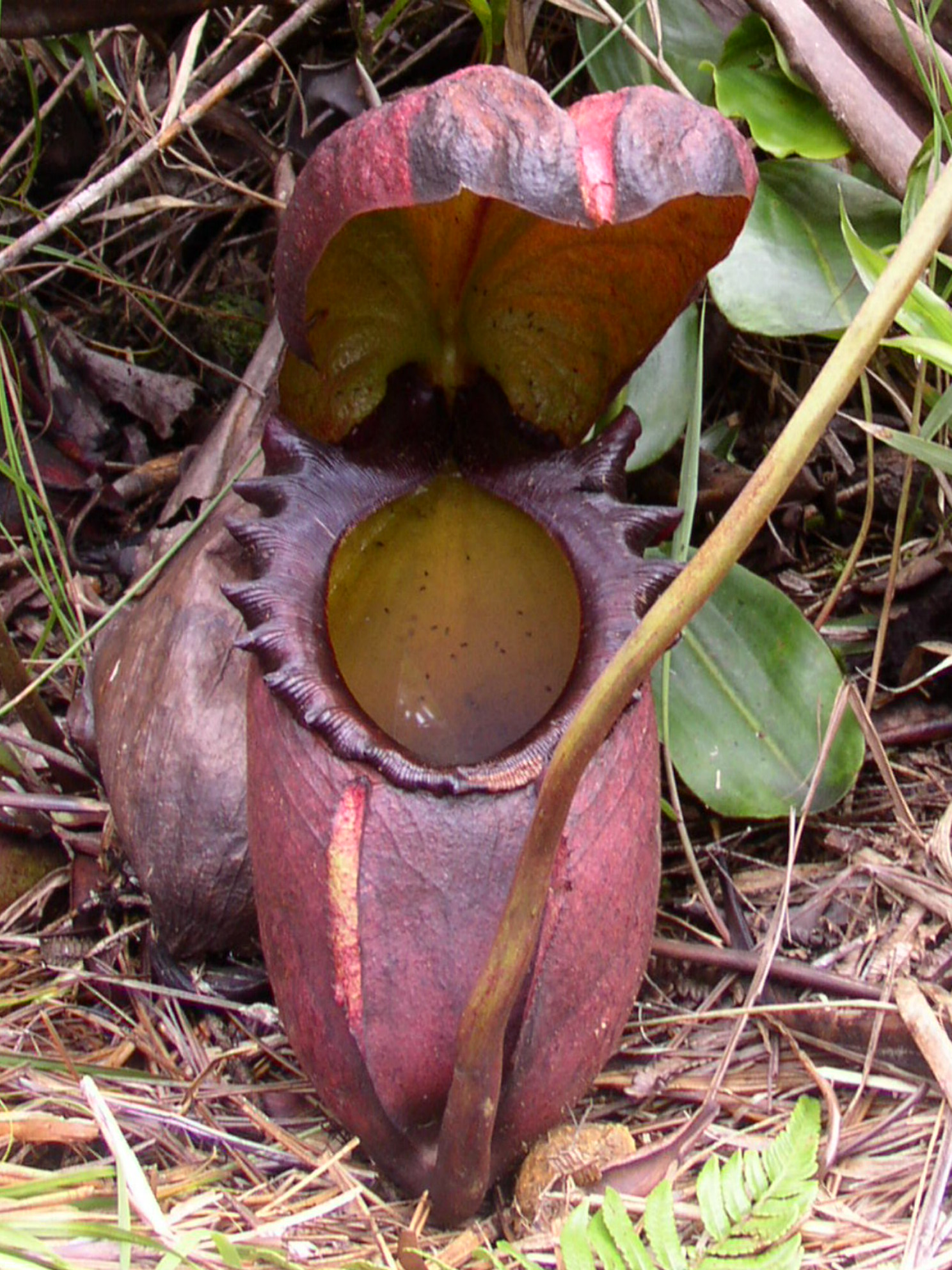
Nepenthes rajah
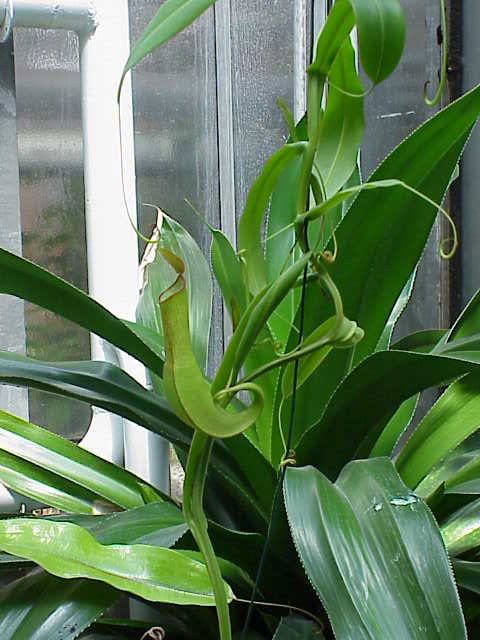
Nepenthes reinwardtiana
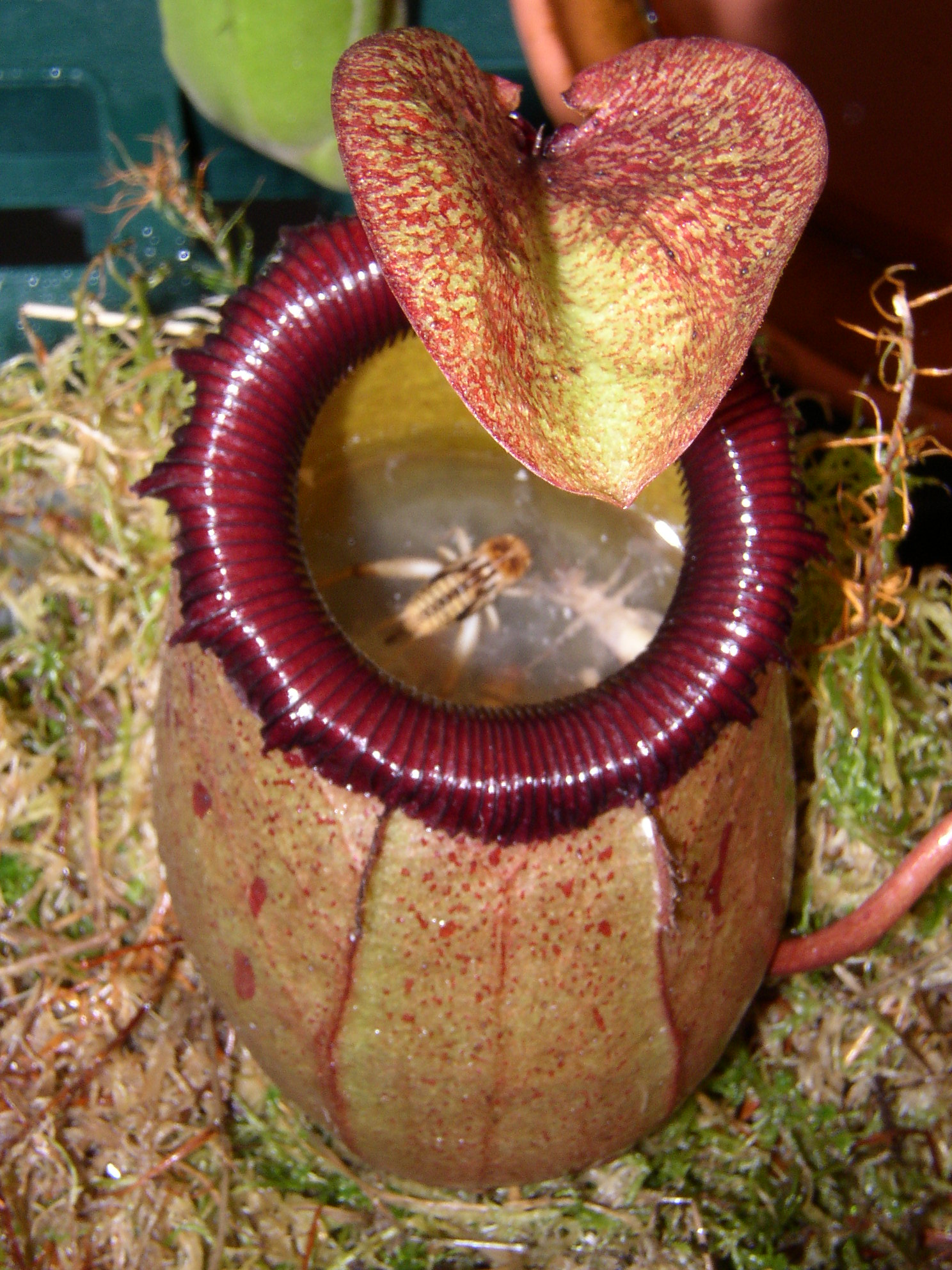
Nepenthes sibuyanensis
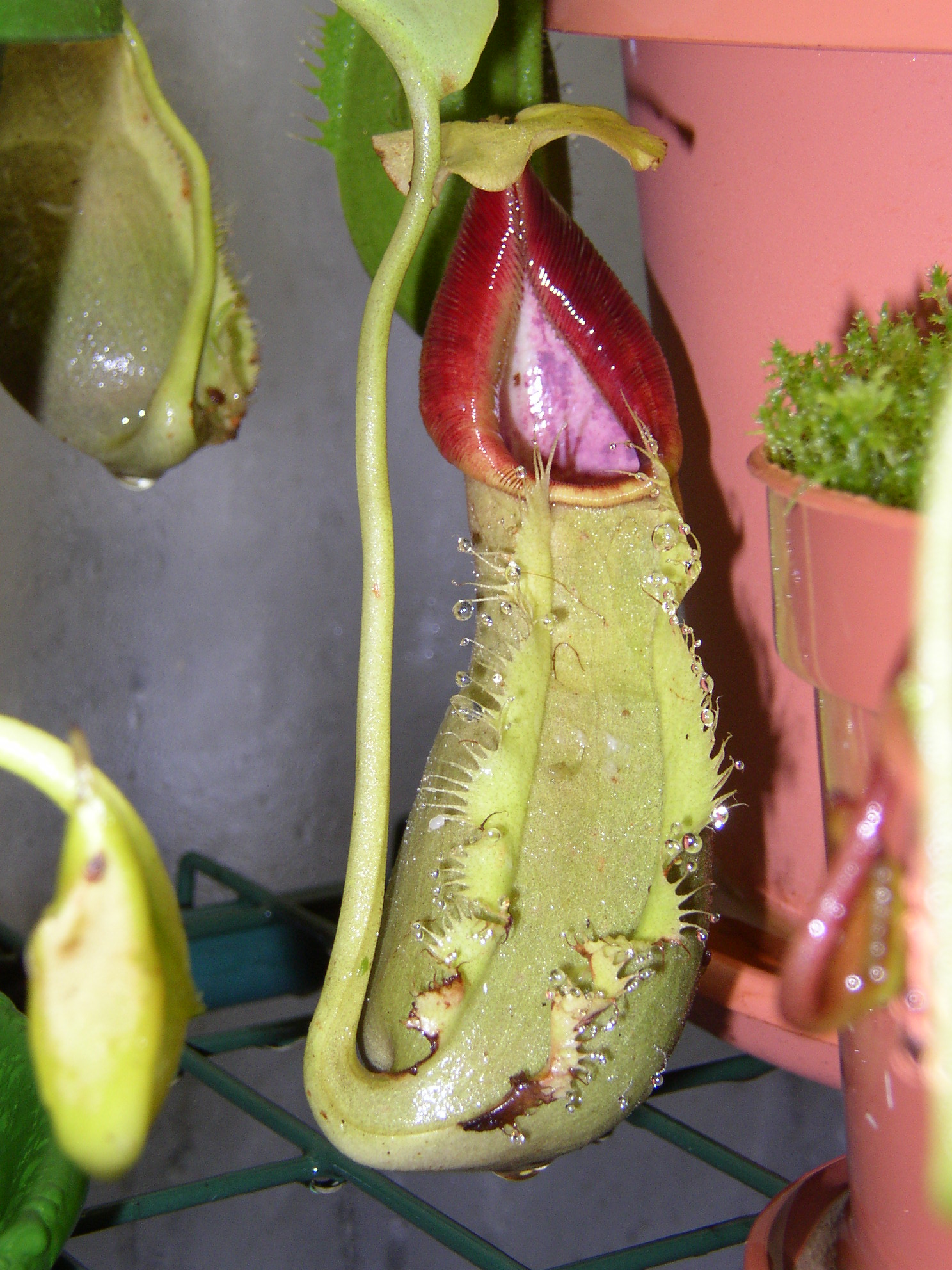
Nepenthes spathulata
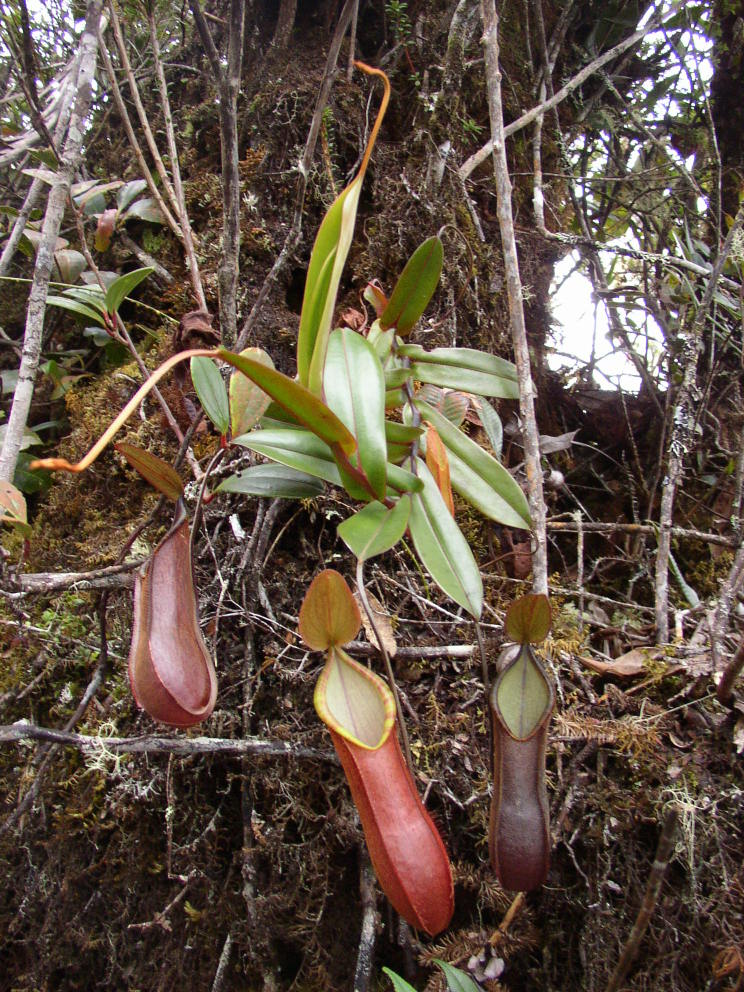
Nepenthes tentaculata
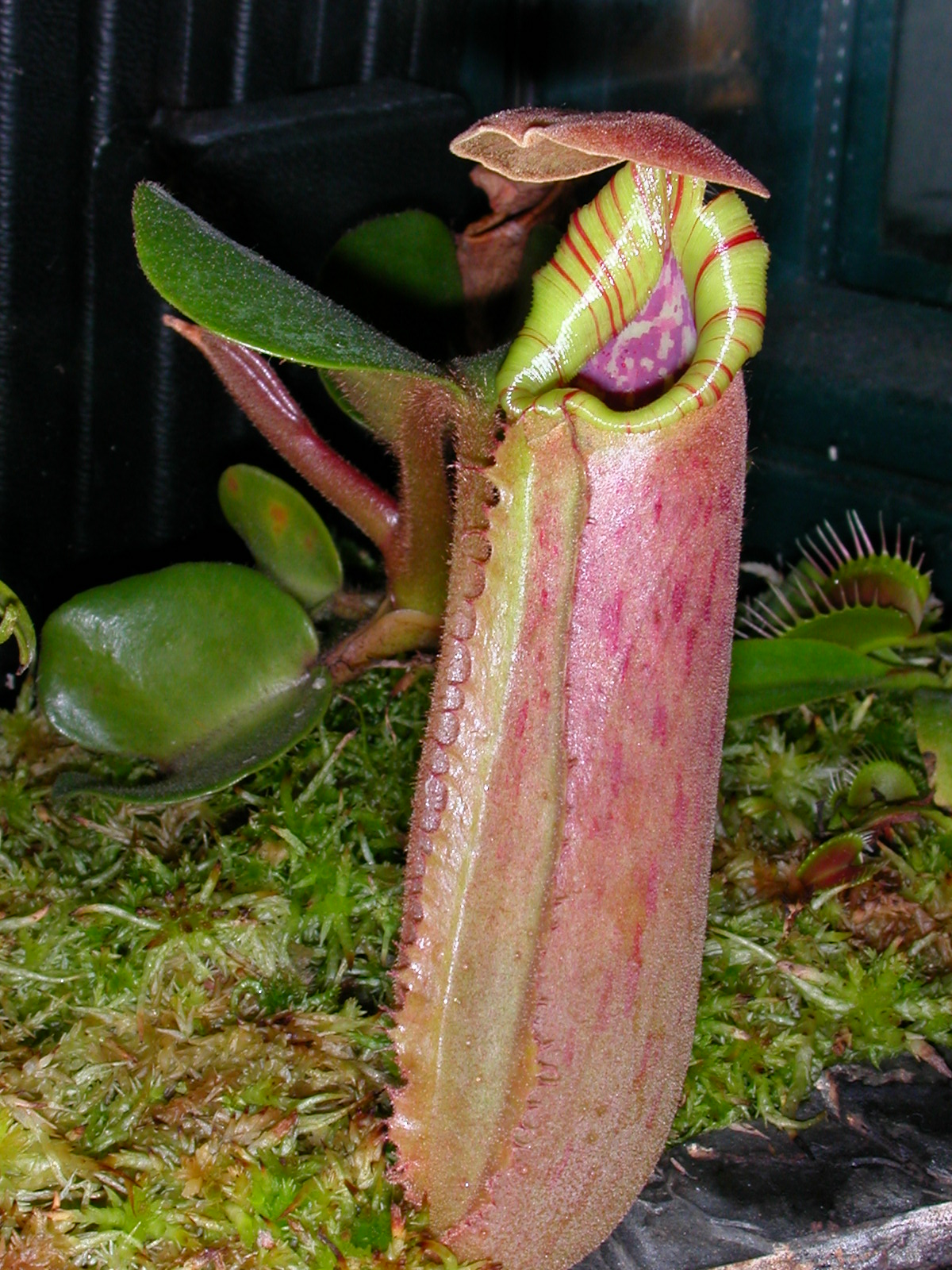
Nepenthes truncata
Nepenthes veitchii
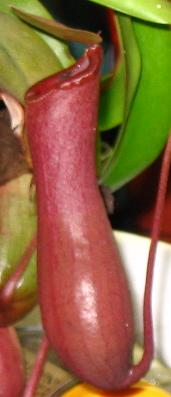
Nepenthes ventricosa
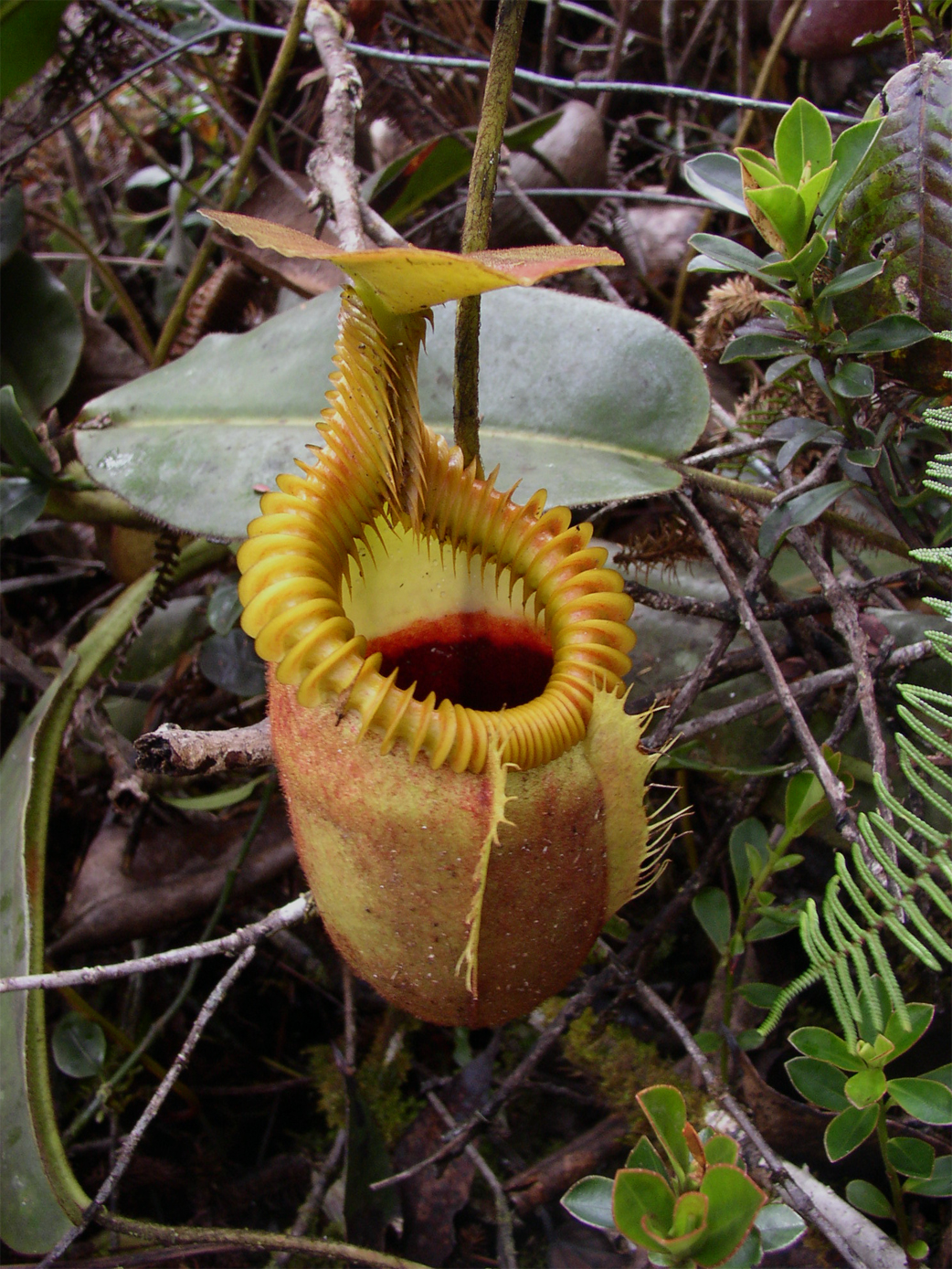
Nepenthes villosa